# Breguet Vultur
Breguet Br.960 Vultur là một mẫu thử máy bay cường kích hoạt động trên tàu sân bay của Pháp. Chỉ có 2 mẫu thử được chế tạo, nhưng các nghiên cứu về sau đã được ứng dụng vào việc phát triển máy bay chống ngầm Alizé.

## Tính năng kỹ chiến thuật (Br.960, mẫu thử thứ hai)
Dữ liệu lấy từ Jane's All The World's Aircraft 1953–54
Đặc tính tổng quan
- Kíp lái: 2
- Chiều dài: 15,35 m (50 ft 4 in)
- Sải cánh: 18,7 m (61 ft 4 in)
- Chiều cao: 5,17 m (17 ft 0 in)
- Diện tích cánh: 36,6 m2 (394 foot vuông)
- Trọng lượng cất cánh tối đa: 9.800 kg (21.605 lb)
- Động cơ: 1 × Armstrong Siddeley A.S.Ma.3 Mamba kiểu turboprop, 985 kW (1.321 hp)
- Động cơ: 1 × Rolls-Royce Nene 103 kiểu turbojet, 22,3 kN (5.000 lbf) thrust

Hiệu suất bay
- Vận tốc cực đại: 900 km/h (559 mph; 486 kn) (turboprop và phản lực)
- Vận tốc cực đại: 400 km/h (249 mph) (chỉ với turboprop)
- Thời gian bay: 4 h 30 phút (chỉ với turboprop)
- Trần bay: 13.000 m (42.651 ft)

Vũ khí trang bị

- Bom và rocket dưới cánh